# Jochem Scheij
Jochem Scheij (Elshout, 12 februari 2002) is een Nederlands voetballer die als Aanvaller voor FC Den Bosch speelt.

## Carrière
Jochem Scheij doorliep de jeugd van FC Den Bosch alvorens hij op 6 augustus 2021 zijn debuut maakte in het betaalde voetbal. In de thuiswedstrijd tegen Helmond Sport (2-0) kwam hij in de 75e minuut in het veld voor Roy Kuijpers. Drie minuten later gaf Scheij ook zijn eerste assist door Jizz Hornkamp vrij voor de keeper te zetten, met de 2-0 tot gevolg.

### Statistieken
| Seizoen | Club         | Land      | Competitie     | Competitie | Competitie | Beker | Beker | Totaal | Totaal |
| Seizoen | Club         | Land      | Competitie     | Wed.       | Dlp.       | Wed.  | Dlp.  | Wed.   | Dlp.   |
| ------- | ------------ | --------- | -------------- | ---------- | ---------- | ----- | ----- | ------ | ------ |
| 2021/22 | FC Den Bosch | Nederland | Eerste divisie | 4          | 0          | 1     | 0     | 5      | 0      |